# Чемпіонат світу з кросу 1988
Чемпіонат світу з кросу 1988 був проведений 26 березня в Окленді.
Траса змагань була прокладена на іподромі «Еллерслі».
Місце кожної країни у командному заліку серед дорослих чоловічих команд визначалося сумою місць, які посіли перші шестеро спортсменів цієї країни. При визначенні місць дорослих жіночих та юніорських чоловічих команд брались до уваги перші чотири результати відповідно.

## Чоловіки
| Першість | Золото | Золото                          | Срібло | Срібло                             | Бронза | Бронза                               |
| -------- | --- | ------------------------------- | --- | ---------------------------------- | --- | ------------------------------------ |
| Особиста | Джон Нгугі Кенія | 34.32                           | Пол Кіпкоеч Кенія | 34.54                              | Кіпсубаї Коскеї Кенія | 35.07                                |
| Командна | КеніяДжон Нгугі Пол Кіпкоеч Кіпсубаї Коскеї Боніфас Меранде Мозес Тануї Джозеф Кіптум Кіп Роно Суме Муге Данієль Мутаї | 23 очки1 2 3 4 6 7 (8) (9) (99) | ЕфіопіяАбебе Меконнен Хаджі Бульбула Хабте Негеш Дебебе Деміссе Феїса Мелесе Чалія Келеле Тена Негере Вольдесіласе Мількесса Бекеле Дебеле | 1035 10 12 20 23 33 (38) (64) (83) | ФранціяПоль Арпен Стів Танстолл Жан-Луї Пріанон Жоель Люка Сіріль Лавентюр Брюно Леван Тьєррі Пантель Домінік Делятр П'єр Левісс | 13411 14 17 25 30 37 (39) (56) (146) |

| Першість | Золото                                                                     | Золото             | Срібло                                                                    | Срібло           | Бронза | Бронза                 |
| -------- | -------------------------------------------------------------------------- | ------------------ | ------------------------------------------------------------------------- | ---------------- | --- | ---------------------- |
| Особиста | Вільфред Кірочі Кенія                                                      | 23.35              | Альфонс Муїнді Кенія                                                      | 23.39            | Біделу Кібрет Ефіопія                                                                                            | 23.41                  |
| Командна | КеніяВільфред Кірочі Альфонс Муїнді Метью Роно Томас Макіні Вільям Чемітеї | 12 очок1 2 4 5 (6) | ЕфіопіяБіделу Кібрет Демеке Бекеле Таделле Абебе Лемі Ерпасса Тесфаї Даді | 333 7 10 13 (17) | ІспаніяХуан Абад Фермін Качо Анхель Кампаль Мартінес Хесус Гальвес Мораледа Рікардо Хосе Кастаньйо Давід Пуйолар | 618 15 16 22 (41) (53) |

## Жінки
| Першість | Золото | Золото                     | Срібло                                                                                             | Срібло                | Бронза                                                                                     | Бронза                 |
| -------- | --- | -------------------------- | -------------------------------------------------------------------------------------------------- | --------------------- | ------------------------------------------------------------------------------------------ | ---------------------- |
| Особиста | Інгрід Крістіансен Норвегія                                                                               | 19.04                      | Анджела Тубі Велика Британія                                                                       | 19.23                 | Аннетт Сержан Франція                                                                      | 19.29                  |
| Командна | СРСРОлена Романова Регіна Чистякова Марина Родченкова Ольга Бондаренко Наталія Лагункова Людмила Матвеєва | 51 очко6 7 18 20 (39) (59) | Велика БританіяАнджела Тубі Джілл Гантер Сьюзен Тубі Фіона Трумен Соня Вінолл-Мак-Джордж Лора Адам | 612 9 16 34 (48) (84) | ФранціяАннетт Сержан Марі-П'єр Дюро Патрісія Демії Розаріо Мурсія Марія Лелю Крістін Луазо | 723 11 28 30 (35) (75) |

## Медальний залік
| Місце               | Країна              | Золото | Срібло | Бронза | Загалом |
| ------------------- | ------------------- | ------ | ------ | ------ | ------- |
| 1                   | Кенія               | 4      | 2      | 1      | 7       |
| 2                   | СРСР                | 1      | 0      | 0      | 1       |
| 2                   | Норвегія            | 1      | 0      | 0      | 1       |
| 4                   | Ефіопія             | 0      | 2      | 1      | 3       |
| 5                   | Велика Британія     | 0      | 2      | 0      | 2       |
| 6                   | Франція             | 0      | 0      | 3      | 3       |
| 7                   | Іспанія             | 0      | 0      | 1      | 1       |
| Загалом (7 збірних) | Загалом (7 збірних) | 6      | 6      | 6      | 18      |

## Українці на чемпіонаті
Єдина представниця Української РСР у складі збірної СРСР — чернігівчанка Наталія Лагункова — була 39-ю на фініші жіночого забігу, а у командному заліку серед жіночих команд здобула «золото».